# Štefan Lux
Štefan (István) Lux, né le 4 novembre 1888 à Malacky en Hongrie (aujourd'hui Slovaquie) et mort le 3 juillet 1936 à Genève, est un journaliste et publiciste juif slovaque, d'origine hongroise, qui s'est suicidé en pleine session de la Société des Nations en 1936 pour alerter le monde sur les périls de l'antisémitisme allemand.

## Biographie

### Jeunesse
Štefan Lux est né le 4 novembre 1888 à Malacky, en Hongrie (et non le 11, à Vienne, comme il est quelquefois indiqué). Son père était notaire à Malacky. Il achève son gymnasium à Bratislava et commence le droit à l'université de Budapest. Mais après deux examens, il décide de pratiquer le théâtre.
Il part pour Vienne – où il rencontre le vieux tragédien Joseph Kainz, le dernier favori de Louis II de Bavière… – puis reçoit l'enseignement du comédien et metteur en scène Ferdinand Gregori pour être engagé au Deutsches Theater de Berlin à vingt-trois ans. 
On le retrouve ensuite sur les planches de la Neue Bühne de Vienne, pour les saisons de 1913 et de 1914, quand la guerre éclate. Il s'engage. Après avoir été frappé par le typhus, une balle l'atteint au poumon. À peine remis, il retourne au front et est à nouveau blessé, au point de perdre plusieurs mois l'usage d'un bras. Il finit officier, dans l'Armée territoriale royale hongroise.

### Homme de théâtre
La guerre finie, Štefan Lux part pour Berlin et il commence son action en faveur des Juifs maltraités. Il crée en automne 1919 la Sozial-Film GmbH qui va produire, sous sa direction artistique, l'un des premiers films consacré à la lutte contre l'antisémitisme : Gerechtigkeit (Justice).
Štefan Lux obtient le soutien du professeur Julius Hirsch, le premier rôle échoit à Rudolph Schildkraut, secondé entre autres par Ernst Deutsch, Fritz Kortner, Hans Heinrich von Twardowski et Maria Zelenka. Les extérieurs sont tournés à Goslar et à Nuremberg, et le film est financé par le propriétaire d'un grand magasin de Berlin.
En mars 1920, le film est terminé et prêt à être projeté en salles, quand éclate le putsch de Kapp. La première est ajournée par les événements et le bailleur de fonds retire son soutien. Gerechtigkeit est oublié.
Štefan Lux reste encore un certain temps dans le cinéma en travaillant comme scénariste pour la société de production de l'actrice Henny Porten et pour la Wengeroff-Film, puis pour plusieurs maisons d'édition, et accède au statut d'écrivain indépendant.
En 1921 il publie Liebeslieder, un nouveau volume de ses poèmes qui font l'objet d'adaptations musicales par les compositeurs Vilma von Webenau, Erwin Bodky, Otto Siegl, etc. Il redécouvre et publie en 1923 une farce inédite, Nur keck, de Johann Nestroy – le Feydeau viennois. Mais il se passionne surtout pour ses recherches sur le philosophe Popper-Lynkeus.
Stefan Lux a maintenant charge de famille — son épouse Dora et leur fils Albert né en 1922 — mais peine à vivre de sa plume car ses articles visionnaires dans lesquels il annonce tout ce qui, en effet, se produira, reviennent régulièrement des bureaux de rédaction, avec la mention « Inopportun » ou « Pas à dire ». 
Stefan Lux projette la publication d'une revue : Weltbühne des kleinen Mannes (Scène mondiale du petit homme), mais elle reste à l'état de projet : Hitler vient d'accéder au pouvoir et il doit s'exiler.

### Retour au pays natal
Il retourne dans sa patrie, devenue la Tchécoslovaquie, et s'installe à Prague, ses meubles et affaires restant à Berlin, saisis par son propriétaire. Il a un nouveau projet : fonder un théâtre. Un théâtre juif, avec des pièces juives qui, comme dans Gerechtigkeit dénonceront les injustices subies par les Juifs. Il réussit à monter deux ou trois représentations par son Jüdisches Kammerspiel.
En Allemagne, la politique hitlérienne se propage et se répand en Europe orientale, la SDN est impuissante. Štefan Lux n'en démord pas : il faut secouer l'opinion publique, faire réagir les dirigeants du monde et encourager les Juifs à la résistance. Il décide de venir à Genève, de se faire admettre dans la Salle du Conseil et, lors d'une séance, de prononcer devant les hommes d'État stupéfaits un discours enflammé d'avertissement et de réveil des consciences.

### Derniers préparatifs
Il rassemble la somme nécessaire au voyage et, le 4 juin, Arne Laurin rédacteur en chef de la Prager Presse – et secrétaire personnel de Masaryk – lui remet une lettre de recommandation auprès du journaliste Paul Du Bochet. 
Il s'arrête d'abord à Paris pour récolter, dans les milieux d'émigrés, de quoi étoffer son intervention genevoise. Mais il ne sera guère écouté.
À Genève, où il arrive le 26 juin 1936 , il est accueilli par Du Bochet qui lui procure une carte de presse pour assister aux séances de la S.d.N. Lux comprend que devant cette assemblée, un discours enflammé serait sans le moindre effet.
Dans sa chambre de la Pension Élisabeth, place des Alpes, où il est descendu, Lux fait le point. Il escompte se faire écouter par Anthony Eden, secrétaire d'État des Affaires étrangères et du Commonwealth du Royaume-Uni, seul selon lui – malgré le traité naval germano-britannique – en mesure d'enrayer la machine infernale.
Dans la nuit du mardi 30 juin au mercredi 1er juillet 1936, il rédige ce qu'il appelle son Memorandum sous la forme d'une lettre à Sir Eden. Dans cette lettre, il explique les motivations de son acte et en souligne l'importance par son geste désespéré. Il dénonce le réarmement de l'Allemagne et prédit une « catastrophe mondiale ».
Le 2, il écrit encore quelques lettres, à sa femme, à Du Bochet, au docteur Heller de Prague pour recommander sa femme et leur fils à sa bienveillance, au roi Édouard VIII, au Times, au Manchester Guardian, à L'Intransigeant de Paris. Le soir, il règle sa note de la pension, rédige son testament, et prépare une dernière lettre, destinée au Secrétaire général de la Société des Nations Joseph A. Avenol, pour s'excuser du dérangement et lui confier l'acheminement des autres lettres.

### Le suicide
Le matin du vendredi 3 juillet 1936, à la salle du Conseil général, les délégués sont réunis pour la seizième session de la Société des Nations (SDN). On y discute principalement de la réforme du Pacte. 
À dix heures et demie, alors que le délégué espagnol Augusto Barcia vient de terminer son discours et que l'interprète commence sa traduction anglaise, un coup de feu retentit. L'écrivain slovaque Štefan Lux esquisse vers le président (Paul Van Zeeland) un geste, se tire une balle dans le cœur, lâche son revolver et s'écroule après avoir réussi à articuler quelques mots,. Paul Van Zeeland interrompt immédiatement la séance et demande s'il y a un médecin dans la salle. Le délégué canadien Roy accourt auprès du blessé. Le personnel de la salle transporte le blessé dans une autre salle, réservée au Secrétariat, tandis que le chef de la police Corboz arrive à la tête d'un bataillon de gendarmes. Et le président rouvre la séance après avoir donné la seule information dont il dispose : le drame n'est pas lié au débat en cours.
Le docteur Weber-Bauler, médecin de la Société des Nations, examine Lux et ordonne son transfert immédiat à l'hôpital. Une ambulance l'y emmène, accompagné de son compatriote László Benes, il recueillera les dernières confidences de Lux. Le grand rabbin de Genève, Salomon Poliakof, arrive sur la demande de Stefan  Lux. Et, après avoir décliné son identité hébraïque – Schmuel Mosche ben Abraham – il demande à être enterré parmi les Juifs. Le docteur Jentzer tente l'impossible mais Stefan Lux succombe le soir même à neuf heures. À son enterrement sont présents Maurice Lévy-Wallisch, président de la Communauté israélite de Genève, et Robert Dell, rédacteur au Manchester Guardian et président de l'Association internationale de la Presse accréditée à la Société des Nations.
Il repose au cimetière israélite de Veyrier (canton de Genève).
En quelques heures le monde, jusqu'en Amérique, a appris le geste de celui qu'un journal appelle « le héros de Genève » et entendu son message[réf. nécessaire].

## Hommages

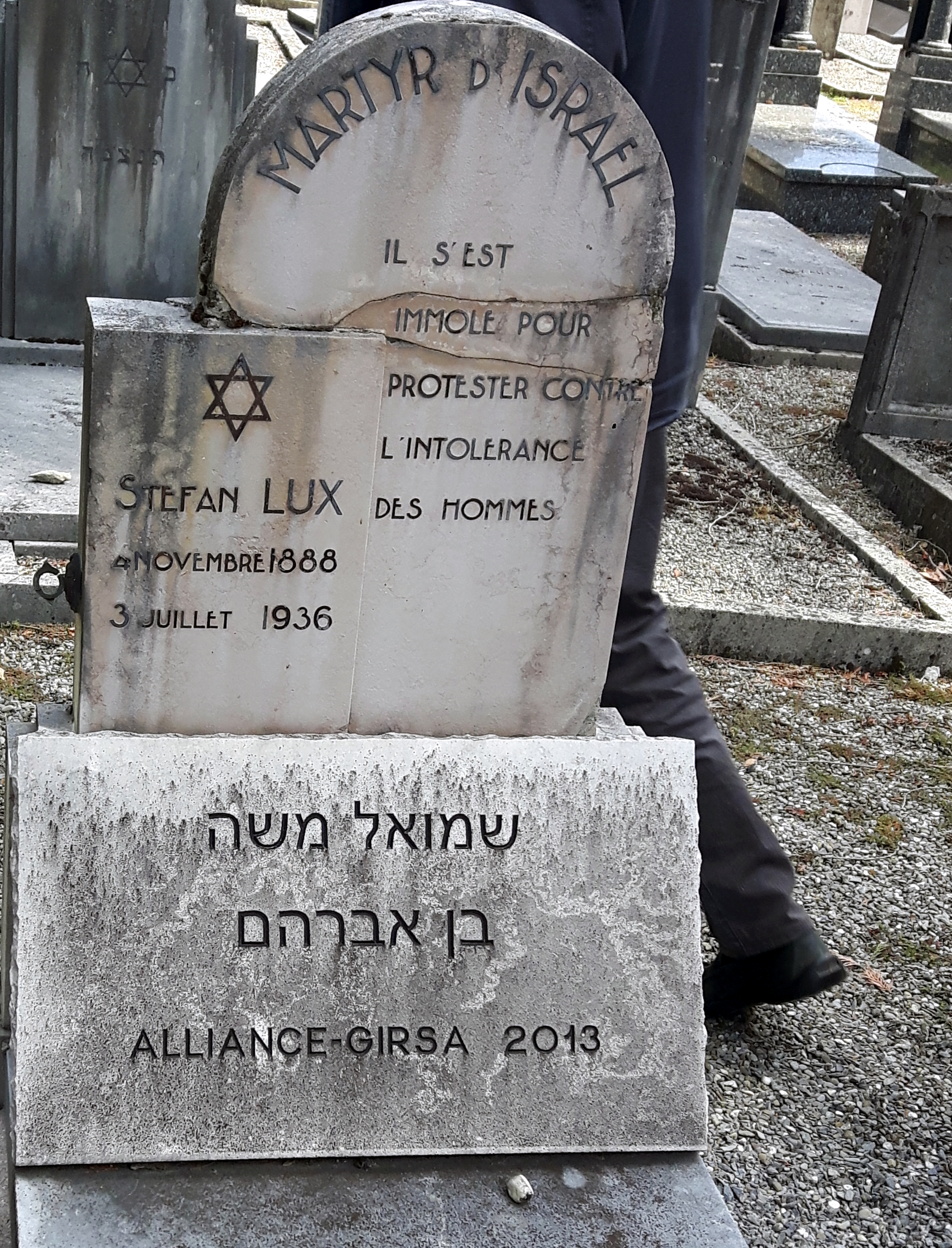
La tombe de Štefan Lux au cimetière israélite de Veyrier

Lors de l'enterrement au cimetière israélite de Veyrier, une grande foule et des personnalités sont présentes. Robert Dell, rédacteur au Manchester Guardian et président de l'Association internationale de la Presse accréditée à la Société des Nations, termina les hommages ainsi : « Stefan Lux, que pouvons-nous dire de votre geste ? Geste inutile peut-être, mais geste héroïque, geste d'abnégation suprême. Nous pouvons au moins assurer devant votre cercueil, que nous n'abandonnerons jamais la cause de la solidarité humaine, pour laquelle vous avez sacrifié votre vie, et que nous ne serons jamais neutres devant le crime ». 
Un mois plus tard, tandis que naissait le Congrès juif mondial dans la salle même où s'était suicidé Lux, Nahum Goldmann déclarait : « On édifiera un jour, en Allemagne, des monuments à la mémoire de Stefan Lux ». 
En rendant hommage à sa cause mais en condamnant son geste, l'écrivain et journaliste suisse Léon Savary, concluait : « Les hommes capables de lutter pour la justice ne doivent pas se tuer, ils doivent rester à leur poste ».

## Évocation
- Le film Amen. de Costa-Gavras (2002) commence par le geste de Štefan Lux[7].

## Œuvres
- Comme réalisateur de cinéma :
  - 1920 - Gerechtigkeit avec Rudolph Schildkraut

## Sources
- (fr) Journal de Genève du 7 juillet 1936.
- (en) Michael B. Oren, « The Rescuer - A Race Against Death: Peter Bergson, America, and the Holocaust by David S. Wyman and Rafael Medoff », The New Republic, 21 octobre 2002 (consulté le 9 juillet 2007)
- (en) « The Transnational Diffusion of Protest by Self-Immolation »(Archive.org • Wikiwix • Archive.is • Google • Que faire ?) ; Michael Biggs ; Department of Sociology, University of Oxford (2005), p. 17-29
- (de) Der Opfertod von Genf : die Tat des Stephan Lux vor der Völkerbundsversammlung dans l'Israelitische Wochenblatt für die Schweiz du 10 juillet 1936.
- (de) Arnold Hahn : Vor den Augen der Welt ! Warum starb Stefan Lux ? Sein Leben, seine Tat, seine Briefe (Prag : Verlag der Cechoslovakisches Liga gegen den Antisemitismus, 1936). (OCLC 71996332)
- (es) Štefan Lux : Porqué se mató el periodista Stéfan Lux : apuntes para la historia de un mártir del siglo XX. ; Buenos Aires : Columna, 1937. (OCLC 77527672)
- (fr) Moshe Levani : Il y a trente ans : Stefan Lux dans Le Monde juif de janvier-mars 1966
- (fr) Archives de la Société des Nations : Registry n° 15/24650/17433.
- (fr) Pourquoi Hitler ; Ron Rosenbaum ; éd. Lattès 1998. (OCLC 40675247)